# 김기열 (축구 선수)
김기열(1998년 11월 14일 ~ )은 대한민국의 축구 선수이며, 포지션은 미드필더이다.